# MC Frontalot

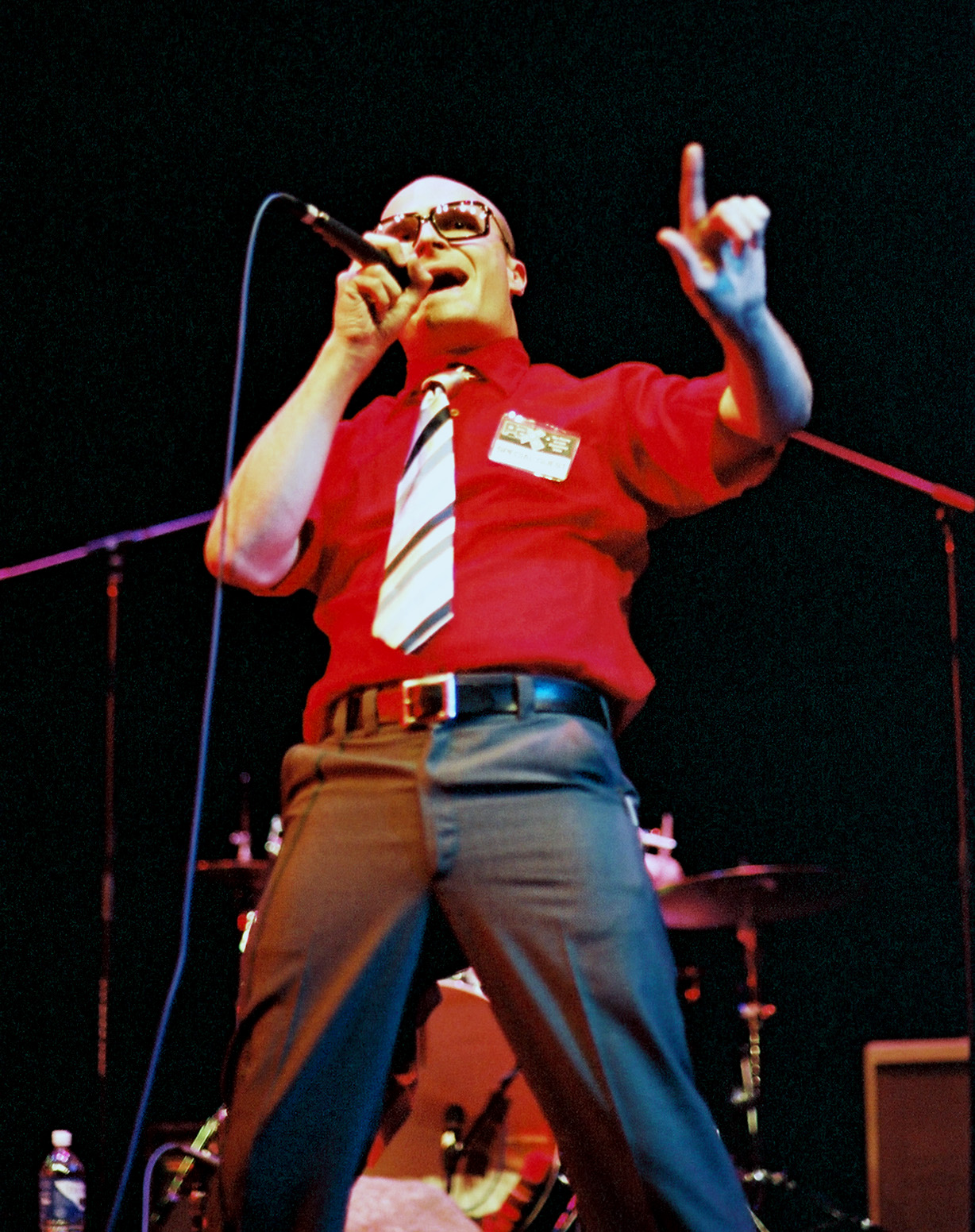
MC Frontalot auf der Penny Arcade Expo 2004.

Damien Hess (* 3. Dezember 1973 in San Francisco, Kalifornien), besser bekannt unter seinem Künstlernamen MC Frontalot, ist ein US-amerikanischer Rapper. Er ist der Begründer des Nerdcore und gleichzeitig einer dessen bedeutendsten Vertreter. MC Frontalot bezeichnet sich selbstironisch als „Nummer 579 auf der Bestenliste der Rapper“.

## Kindheit
Hess wurde in San Francisco geboren, wuchs aber in Berkeley auf, wo er seine ersten Erfahrungen mit dem Rappen machte.

## Karriere

### Anfangsjahre
Hess begann 1999 Musik unter seinem Pseudonym MC Frontalot zu veröffentlichen. Er begann seine Songs auf der eigenen Website hochzuladen und sie unter der Kategorie nerdcore hip-hop zu katalogisieren. Damit erwähnte er erstmals den Begriff Nerdcore, der heute stellvertretend für ein ganzes Subgenre der Rap-Musik steht. Erste Aufmerksamkeit bekam er durch Song Fight!, einen Songwriting-Wettbewerb im Internet, bei dem er stets gewinnen konnte.

### Nerdcore
Im Jahr 2000 veröffentlichte er das Lied Nerdcore Hiphop, der in den Kreisen der so genannten Geeks und Nerds schnell Kultstatus errang. Dieser Song prägte auch gleichzeitig den Begriff Nerdcore für jenes Subgenre des Hiphop, das sich vor allem mit Themen wie Mathematik, Biologie oder Technik beschäftigt, welche unter Jugendlichen weithin als "uncool" gelten. Frontalot erweiterte die Texte mit einem typischen Auftreten. Bei Konzerten tritt er beispielsweise oftmals mit Hornbrille und Krawatte auf und bildet damit einen Gegenpol zum US-amerikanischen Gangsta-Rap. Sein erstes Studioalbum Nerdcore Rising veröffentlichte Hess am 27. August 2005. Im Jahr 2002 wurde MC Frontalot einem großen Publikum bekannt, als die Autoren des Penny Arcade Webcomics ihn als einen ihrer Lieblingsrapper bezeichneten, was viele Fans des Webcomics auf Frontalots Homepage führte. Aus Dank über diese spontane Erwähnung, schrieb er einige Monate später das Penny Arcade Theme als Hommage an den Webcomic, der ihm zum Durchbruch verhalf. Seit 2004 ist Hess auf jeder Penny Arcade Expo, einer großen Computerspielemesse in den USA, als Musiker vertreten. Seine Lieder wurden bereits in mehrere Werbespots oder Computerspiele integriert. Der Comiczeichner Tony Morre machte Frontalot zum Darsteller einer Comicserie.

### Liveauftritte
Obwohl der Großteil seiner Fangemeinde im Internet aktiv ist, gab Frontalot bereits einige Liveauftritte in San Francisco oder New York. Des Weiteren war er einige Zeit auf Tour in den USA.

### Film
MC Frontalot findet häufig Erwähnung im Dokumentarfilm Nerdcore Rising, der sich mit den Wurzeln und aktuellen Strömungen des Nerdcore auseinandersetzt. Dort kommen auch viele andere Nerdcore-Rapper wie MC Lars oder mc chris zu Wort.

## Diskografie

### Alben
- Nerdcore Rising (2005)
- Secrets from the Future (2007)
- Final Boss (2008)
- Zero Day (2010)
- Solved (2011)